# Porthsmouthski sporazum (1905.)
Porthsmouthski sporazum, mirovni sporazum kojim je formalno okončan rusko-japanski rat koji je trajao od 1904. do 1905. godine. Potpisan je na 5. rujna 1905. godine nakon pregovora koji su trajali od 6. do 30. kolovoza u Vojnom brodogradilištu Porthsmouthu u Kitteryju, Maine, SAD. Američki predsjednik Theodore Roosevelt posredovao je i za to je dobio Nobelovu nagradu za mir.

## Galerija
- Prijam izaslanika
- Zgrada u kojoj su se održavali pregovori